# F292
F292 foi uma banda brasileira de pop rock formada em 2008, no Rio de Janeiro, composta pelos músicos Rafael "Rafah" Ferreira Neves (vocais), Estevão "Tetê" Paes Leme (baixo), Juan Pinheiro (guitarra), Guilherme "Gui" Duarte Medeiros (bateria) e Ugo Borges (guitarra).
F292 tem em sua estrada mais de 150 shows em território nacional, chegando a ser uma das atrações do Palco Sunset do Rock in Rio 2011.
A banda carioca começou nos fundos de uma vila de número 292, gerando assim o nome Fundos 292. Desta forma os integrantes (que no começo eram apenas 3) resolveram deixar o nome de F292 na banda. Mais tarde, F292 ganhou outro sentido, o de Família 292, em homenagem aos fãs da banda.
Com redes sociais que ultrapassam 100.000 fãs e canais de vídeo que totalizam mais de 1.000.000 de views, a F292 se tornou uma das bandas independentes mais influentes da internet, chegando a ser finalista do Concurso de Bandas João Rock por dois anos consecutivos como banda mais votada.
Gravaram dois discos, um em 2010 (Faz Acreditar) e outro em 2013 (Decágono). Já gravaram uma música com a banda Capital Inicial.

## História
Formada no início de 2008, a banda carioca que começou nos fundos de uma vila de número 292, já conseguiu feitos marcantes para uma banda tão jovem. F292, possuía apenas 3 membros, seguindo a linha de bandas como Blink 182 e Green Day, com um guitarrista vocal, um baixista vocal e um baterista. Após algumas mudanças de componentes por motivos pessoais, como faculdade e empregos convencionais, a F292 encontrou a formação final que conta com Guilherme "Gui" Duarte Medeiros (Baterista), Juan Pinheiro (Guitarrista), Ugo Borges (Guitarrista), Estevão "Tetê" Paes Leme (Baixista) e Rafael Ferreira Neves (Vocalista), onde Rafah é o único "sobrevivente" da primeira formação.
No início de 2010 a F292 contava apenas com três integrantes (Juan, Rafah e Guilherme "Gui") e então sentiu a necessidade de expandir o âmbito técnico, convidando assim para a banda Estevão Paes Leme (Tetê), um baixista profissional que possuía 2 CDs gravados em sua carreira na banda gospel Promises. Essa formação da banda permaneceu até 2013, quando Ugo Borges chegou para entrar na banda durante a época de lançamento do CD Decágono.
A banda e seus componentes possuem vários itens interessantes em seus currículos, tais como: Finalista do programa Ídolos em 2008, Membro da "banda protagonista" na novela Malhação em 2009; Vencedor do Prêmio Musique (Jornal O Estado de S. Paulo) em 2010; Entrevista nos canais de TV NGT, TV Cultura e nas rádios Eldorado e Bandeirantes entre 2010 e 2011, Parceria com a banda Capital Inicial na gravação da música e do clipe da música Alguém, além de shows com a mesma entre 2010 e 2011; Prêmio Rock Show 2011 como banda do ano; Participação no Rock in Rio IV em 2011; Prêmio Zona Punk na categoria Banda do Ano e Revelação; Contrato com a Vevo em 2013; entre outros.

## Desentendimentos com a bandaRestart
Tudo começou em junho de 2011, quando Rafael Ferreira Neves viu uma atitude do Restart como provocação. Quando o grupo de São Paulo decidiu conversar com o público pela twitcam no mesmo horário em que o vocalista da F292 bate seu papo diário com os fãs, também através da ferramenta.
Segunda Rafah, no primeiro dia apareceu o Pe Lu, com cara de sono, e ficou enrolando. Ele não tinha nada para dizer e não tocou música nenhuma.
No dia seguinte, quando Pe Lanza surgiu para a transmissão, os fãs da F292 começaram a bombardeá-lo com pedidos para que ele tocasse uma canção da banda carioca. Foi quando o músico respondeu que nunca tinha ouvido falar do tal grupo e que não tocaria música ruim.
Apesar de também terem uma relação simbiótica com os fãs, os integrantes da F292 (que costumam chamar seus seguidores de "anjos" e "família") se dizem avessos à "atitude marketeira" dos roqueiros coloridos, por isso se entitulam "monocromáticos".
Rafa ainda mandou um recado para Pe Lanza, do Restart dizendo: "Roupas não fazem músicas. Você não deve cantar o que você veste, você tem que cantar o que você vive".

## Integrantes
- Rafael "Rafah" Ferreira Neves - voz
- Johann Farias - guitarra
- Paulo Victor "PV" Leite Moreira  - bateria
- Heitor Lemos - baixo

## Discografia

### Álbuns
- Faz Acreditar - 2010[12]
- Decágono - 2013[1]

### Videoclipes
- Alguém - 2010
- Não Mais - 2012[13]
- Minha Missão - 2013[14]
- Ser Ou Não Ser - 2013[15]